# Château d'Écoublay
Le château des Prés d’Écoublay est un château français du XVIIe siècle situé dans la commune de Fontenay-Trésigny dans le département de Seine-et-Marne et la région Île-de-France.

## Histoire
Ancien fief laïque ayant appartenu jusqu’à la fin du XXe siècle aux Courtenay, il passe à une famille de Montceaux.
Sous Louis XIV, on voit les chanoines de la Sainte Chapelle à Paris se qualifier seigneurs hauts justiciers d’Écoublay-le-Hardy.
L’ancienne maison seigneuriale et la ferme des chanoines ont ensuite appartenu à Monsieur le baron de Perthuis de Laillevault dès 1879, de Daniel Wilson (père de Daniel Wilson), ingénieur d’origine écossaise, qui les avait acquis en 1846. Celui-ci avait commandé au peintre Eugène Delacroix un tableau représentant Assurbanipal (roi d’Assyrie dans la tradition grecque), La Mort de Sardanapale, aujourd'hui exposée au musée du Louvre.
L’aile arrière du château avait été construite pour cette toile monumentale… fait relaté dans les lettres de Delacroix publiées chez Plon.
De 1951 à 2000, les Prés d’Écoublay sont habités par la confrérie de scalabriniens, moines italiens, qui feront d’Écoublay, durant ce demi-siècle, un lieu d’échanges interculturels et de séminaires religieux. 
Moines, prêtres, chanoines venant des quatre coins du monde (Brésil, Afrique, Inde…) vivent alors en communauté et donneront au château, au fil des années, son âme champêtre, authentique et joyeuse.
Depuis 2000, les Prés d’Écoublay est un site exclusivement voué à l’accueil de séminaires d’entreprises.